# Anaktuvuk Pass
Anaktuvuk Pass es una ciudad situada en el borough de North Slope en el estado estadounidense de Alaska. Según el censo de 2010 tenía una población de 324 habitantes.

## Demografía
Según el censo de 2010, Anaktuvuk Pass tenía una población en la que el 7,1% eran blancos, 0,3% afroamericanos, 83,3% amerindios, 0,0% asiáticos, 0,0% isleños del Pacífico, el 0,0% de otras razas, y el 9,0% pertenecían a dos o más razas. Del total de la población el 2,2% eran hispanos o latinos de cualquier raza.

## Localidades adyacentes
El siguiente diagrama muestra a las localidades más próximas a Anaktuvuk Pass.